# Parque nacional de Bang Lang
El Parque nacional de Bang Lang es un área protegida del sur de Tailandia, en la provincia de Yala. Tiene 261 kilómetros cuadrados de extensión. Fue declarado en octubre de 1991.
Por su bosque exuberante y la presa de Bang Lang, con su embalse, el parque fue uno de los cinco elegidos, el 5 de diciembre de 1987, para celebrar el 60.º aniversario del rey de Tailandia. Presenta diversos paisajes: de accidentadas montañas, colinas y algo de llanura, con una altura media de 600 m s. n. m.